# Rob Hoffmannvallei
De Rob Hoffmannvallei is de thuishaven van honkbalclub HCAW en is een van de grootste honkbal- en softballocaties van Nederland.
Het stadion met uitzicht op het hoofdveld waar de thuiswedstrijden van onder meer het eerste mannenhonkbalteam worden gespeeld maar waar ook interlands plaatsvinden heeft een capaciteit van duizend toeschouwers. In 2006 is er een nieuwe stadionring aangelegd. In 2011 is het clubhuis gerenoveerd en in 2016 werden er nieuwe kleedkamers gebouwd.
In 2016 werd de locatie omgedoopt tot Rob Hoffmannvallei, vernoemd naar de legendarische pitcher Rob Hoffmann.
De totale Rob Hoffmannvallei heeft de volgende faciliteiten:
- twee senioren honkbalvelden;
- een senioren softbalveld;
- drie jeugdvelden voor beeball en pupillen;

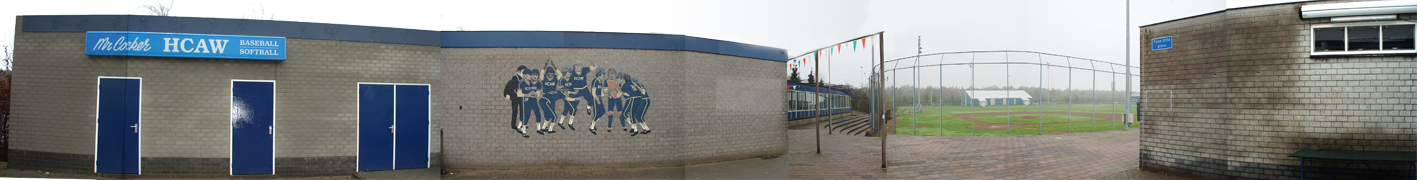
Panoramablik op de Rob Hoffmanvallei

- een eigen trainingshal.